# 神足寺
神足寺（じんそくじ）は、東京都中野区にある真宗大谷派の寺院。

## 概要
1607年（慶長12年）、行心和上によって開山された。元々は江戸木挽町（現・東京都中央区銀座）に位置していたが、その後江戸市内を転々とし、1910年（明治43年）に現在地に移転した。
行心和上は走るのが早く、「神のごとき足」という意味で「神足寺」と名付けられたという。
行心和上は、出家前は伊東氏出身の元武士で織田軍の一員として本願寺と戦っていた（石山合戦）。ある日、陣中に投げ込まれた教如の手紙を読んで、考えを改めて戦線を離脱し、合戦終結後は本願寺の僧侶になったという。

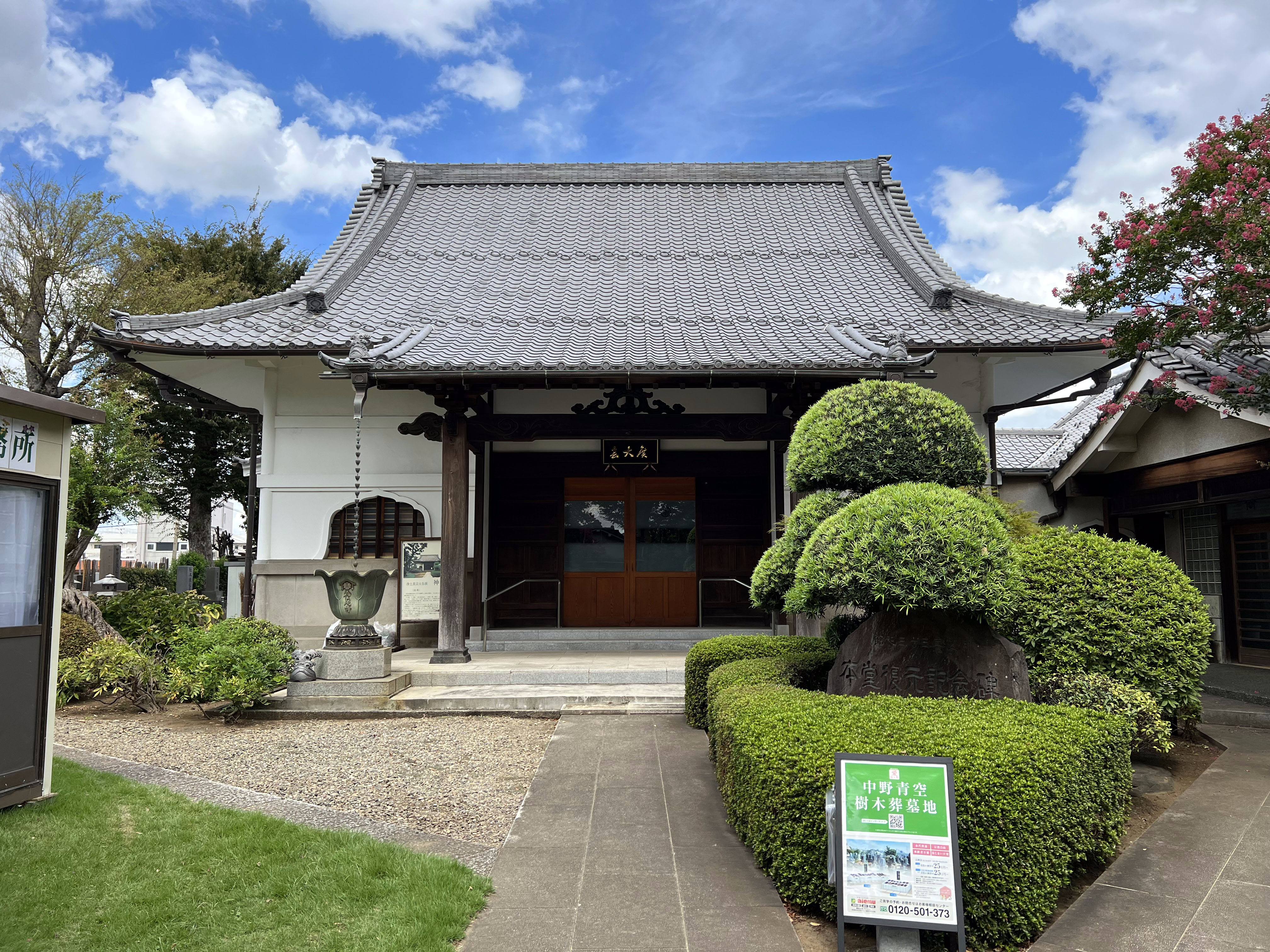
本堂

## 交通アクセス
- 落合駅より徒歩10分。